# محمد رشید (بازیکن هاکی روی چمن)
محمد رشید (انگلیسی: Muhammad Rashid؛ زادهٔ ۱۲ دسامبر ۱۹۹۲) بازیکن هاکی روی چمن اهل پاکستان است. وی عضو تیم ملی پاکستان در بازی‌های کشورهای همسود ۲۰۱۰ بوده است.